# Volkswagen Passat (NMS)
Volkswagen Passat (NMS) - модель автомобілів середнього класу для Північної Америки, Китаю та Південної Кореї, яка дешевша у виробництві, ніж європейський Passat, і її можна запропонувати за нижчою ціною. Позначення "NMS" означає New Midsize Sedan і служить лише для того, щоб відрізнити його від європейської моделі, але не є офіційною частиною назви.
Зважаючи на те, що в Сполучених Штатах є інші сподівання споживачів щодо автомобілів, наприклад, тому що дороги без обмеження швидкості немає, Volkswagen вирішив побудувати іншу версію Passat для цього ринку. Більш низька ціна досягається, серед іншого, більш простою конструкцією, комплектацією та дизайном, що особливо видно ззаду.
Серія виготовляється як Volkswagen Group of America Chattanooga Operations, так і китайським виробником автомобілів SAIC-Volkswagen. Європейські Passat B6, Passat B7 та Passat B8 доступні в Китаї як Volkswagen Magotan паралельно з Passat NMS. На відміну від Passat (NMS), Magotan виготовляється на FAW-Volkswagen.

## Перше покоління (Typ 56, 2011—2019)

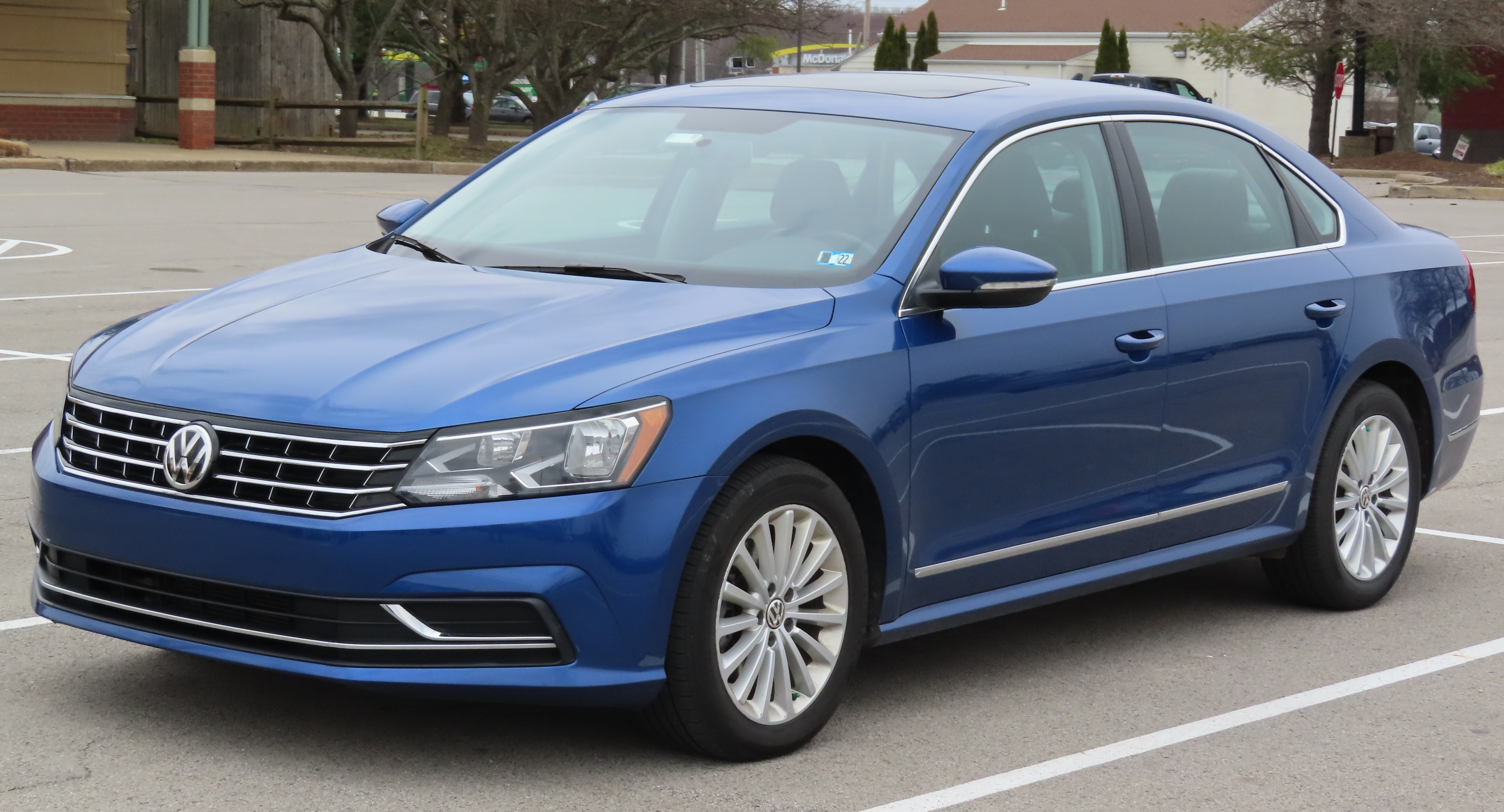
Volkswagen Passat (NMS) для ринку США (2015-2019)

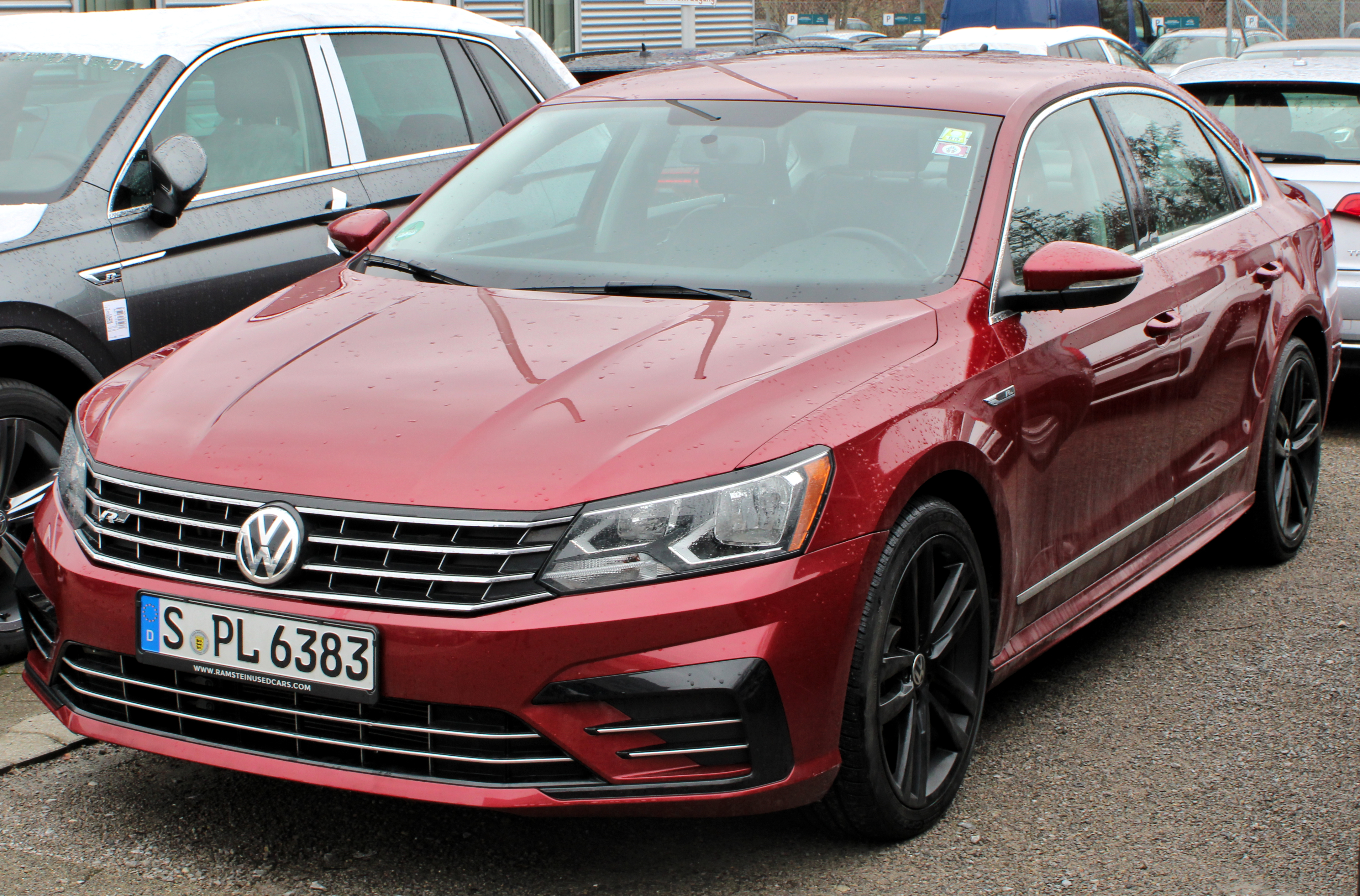
Volkswagen Passat R-line (NMS) для ринку США (2015-2019)

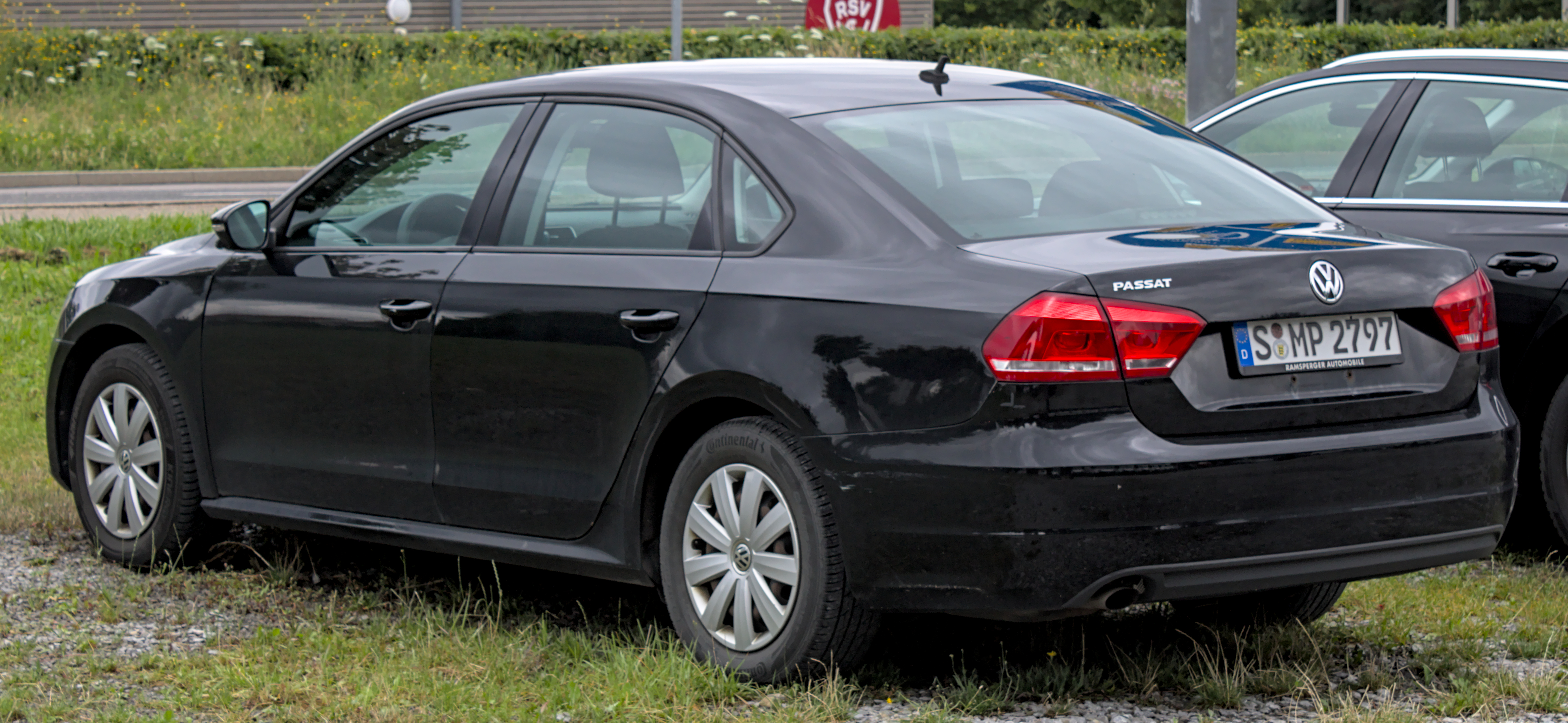
Volkswagen Passat (NMS)

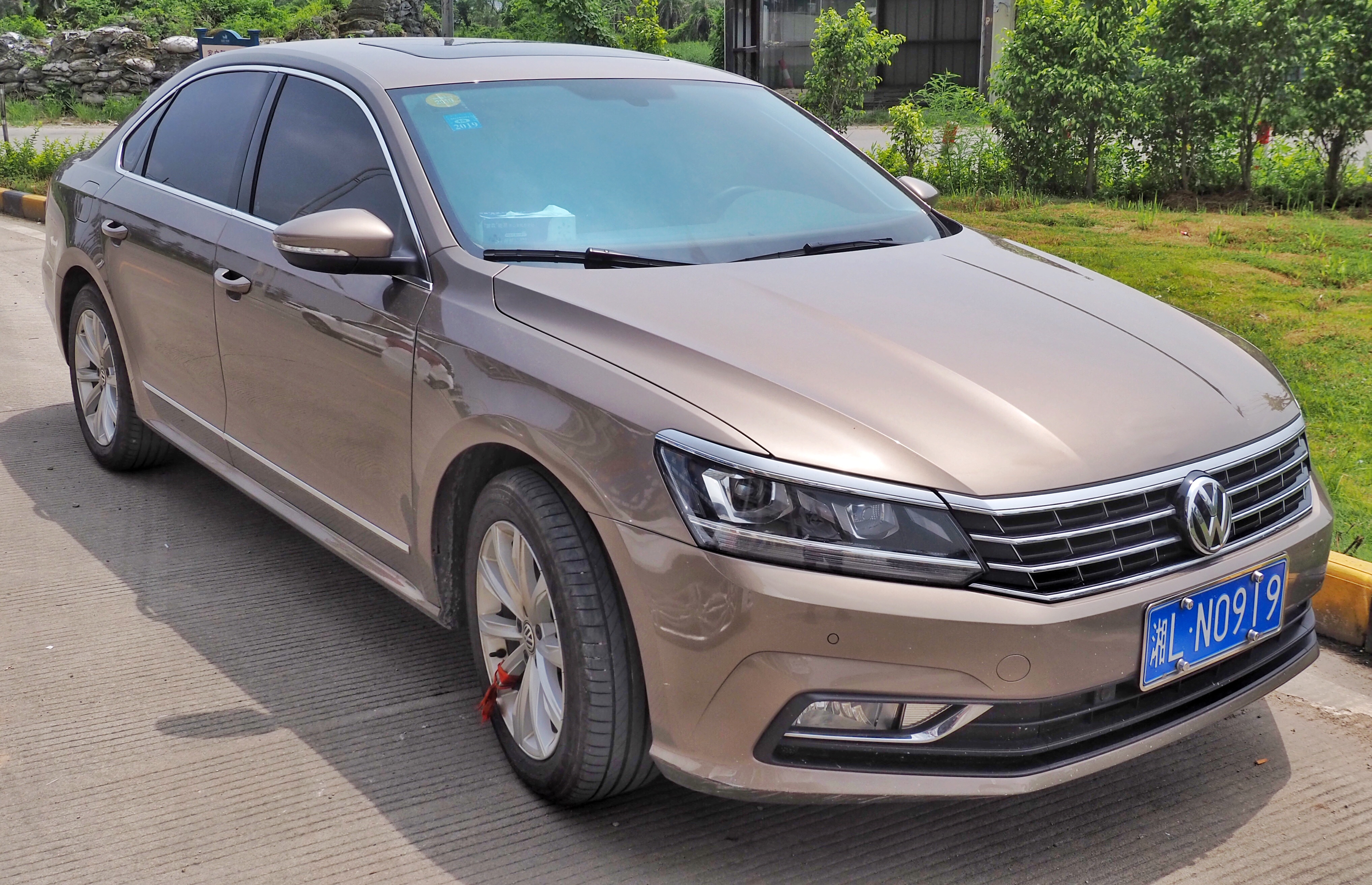
Volkswagen Passat (NMS) для ринку Китаю (2015-2018)

У січні 2011 року на автосалоні в Детройті компанія Volkswagen представили самостійну версію моделі Passat для ринків США, Південної Кореї і Китаю. Автомобіль повністю відрізняється від моделі Volkswagen Passat B7, яка продається по всьому світі.
При запуску, Passat NMS був частиною стратегії Volkswagen Group щодо продажу понад 800 000 транспортних засобів на рік на північноамериканському ринку. Транспортний засіб був розроблений автомобілями Shanghai Volkswagen Automotive та Volkswagen Passenger Cars і частково базується на платформі PQ46, що використовується європейським Passat. Китайська та американська версії відрізняються зовнішнім виглядом, двигунами та оснащенням.
Американська версія виготовляється на Volkswagen Chattanooga Assembly Plant в США.
Об'єм під задньою кришкою від 565 л до 584 л.
У 2012 році Volkswagen Passat NMS отримав титул "Автомобіль року" за версією журналу Motor Trend.
У березні 2012 року за результатами порівняльного тесту між Chevrolet Malibu Eco, Honda Accord EX-L, Hyundai Sonata SE, Kia Optima EX, Toyota Camry SE та Volkswagen Passat 2.5 SE, проведеного телепрограмою Car and Driver Volkswagen Passat NMS вийшов на перше місце.
Редизайн 2015 року дозволив автомобілю забезпечувати витрату палива в 6.53 л/100км. Але Passat TDI не можна назвати лідером по параметрах економії серед дизельних двигунів. Де Passat TDI може продемонструвати всі свої таланти, так це під час тривалих поїздок по шосе, з показниками у 4.8 л/100км та 1287.48 км.

### Двигуни
| Північна Америка     | Північна Америка | Північна Америка        | Північна Америка           | Північна Америка |
| Модель               | Тип двигуна      | Потужність              | Крутний момент             | 0–62 миль/год    |
| -------------------- | ---------------- | ----------------------- | -------------------------- | ---------------- |
| 1.8 TSI              | 1798 см3 Р4      | 170 к.с. при 4800 об/хв | 250 Нм при 1500-4500 об/хв | 8.0 с            |
| 2.0 TSI              | 1984 см3 Р4      | 177 к.с. при 5000 об/хв | 250 Нм при 1500-4500 об/хв |                  |
| 2.5                  | 2474 см3 Р5      | 170 к.с. при 5700 об/хв | 240 Нм при 4250 об/хв      | 8.5 с            |
| 3.6 V6               | 3595 см3 VR6     | 280 к.с. при 6200 об/хв | 350 Нм при 2500-5000 об/хв | 6.5 с            |
| 2.0 TDI Clean Diesel | 1968 см3 Р4      | 140 к.с. при 4000 об/хв | 320 Нм при 1500-2500 об/хв | 9.1 с            |
| Китай                |                  |                         |                            |                  |
| Модель               | Тип двигуна      | Потужність              | Крутний момент             | 0–100 км/год     |
| 1.4 TSI              | 1390 см3 Р4      | 128 к.с. при 5000 об/хв | 220 Нм при 1750-3500 об/хв | 10.4 с           |
| 1.8 TSI              | 1798 см3 Р4      | 158 к.с. при 4500 об/хв | 250 Нм при 1500-4500 об/хв | 9.0 с            |
| 2.0 TSI              | 1984 см3 Р4      | 200 к.с. при 5100 об/хв | 280 Нм при 1800-5000 об/хв | 8.0 с            |
| 3.0 V6               | 2975 см3 VR6     | 250 к.с. при 6400 об/хв | 310 Нм при 3500 об/хв      | 7.4 с            |

### Трансмісія
| Трансмісія | Трансмісія       | Трансмісія  | Трансмісія |
| Модель     | Роки виробництва | Стандартна  | Опційна    |
| ---------- | ---------------- | ----------- | ---------- |
| 2.5        | 2011-            | 5-ст. МКПП  | 6-ст. АКПП |
| 3.6 V6     | 2011-            | 6-ст. DSG   | -          |
| 2.0TDI     | 2011-            | 6-ст. МКПП  | 6-ст. DSG  |
| 1.4TSI     | 2011-            | 5-ст. МКПП  | 7-ст. DSG  |
| 2.0 TSI    | 2011-            | 7-ст. DSG   | -          |
| 3.0 V6     | 2011-            | 6-speed DSG | -          |

## Друге покоління (з 2018)

### США

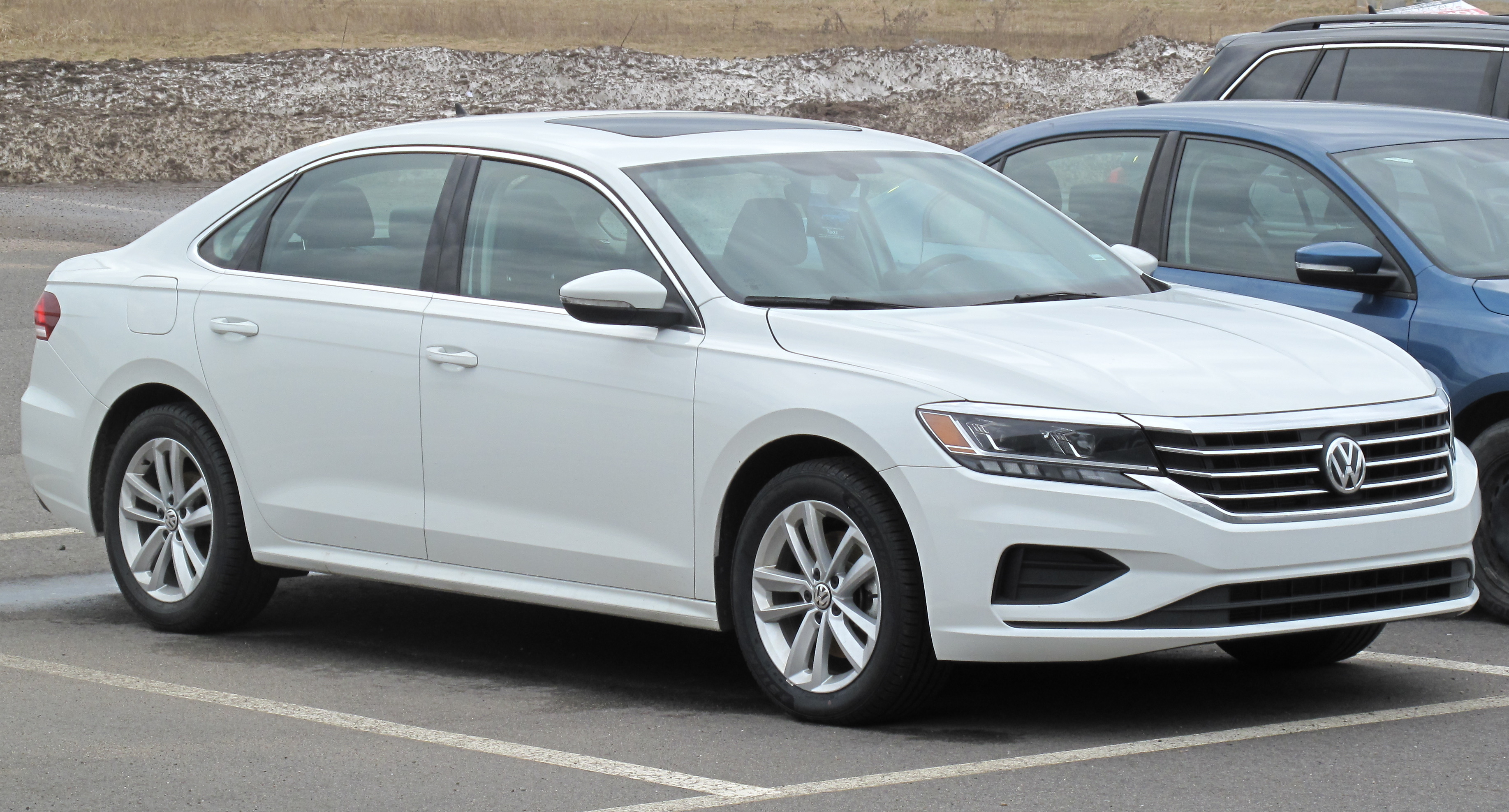
Volkswagen Passat NMS II (США)

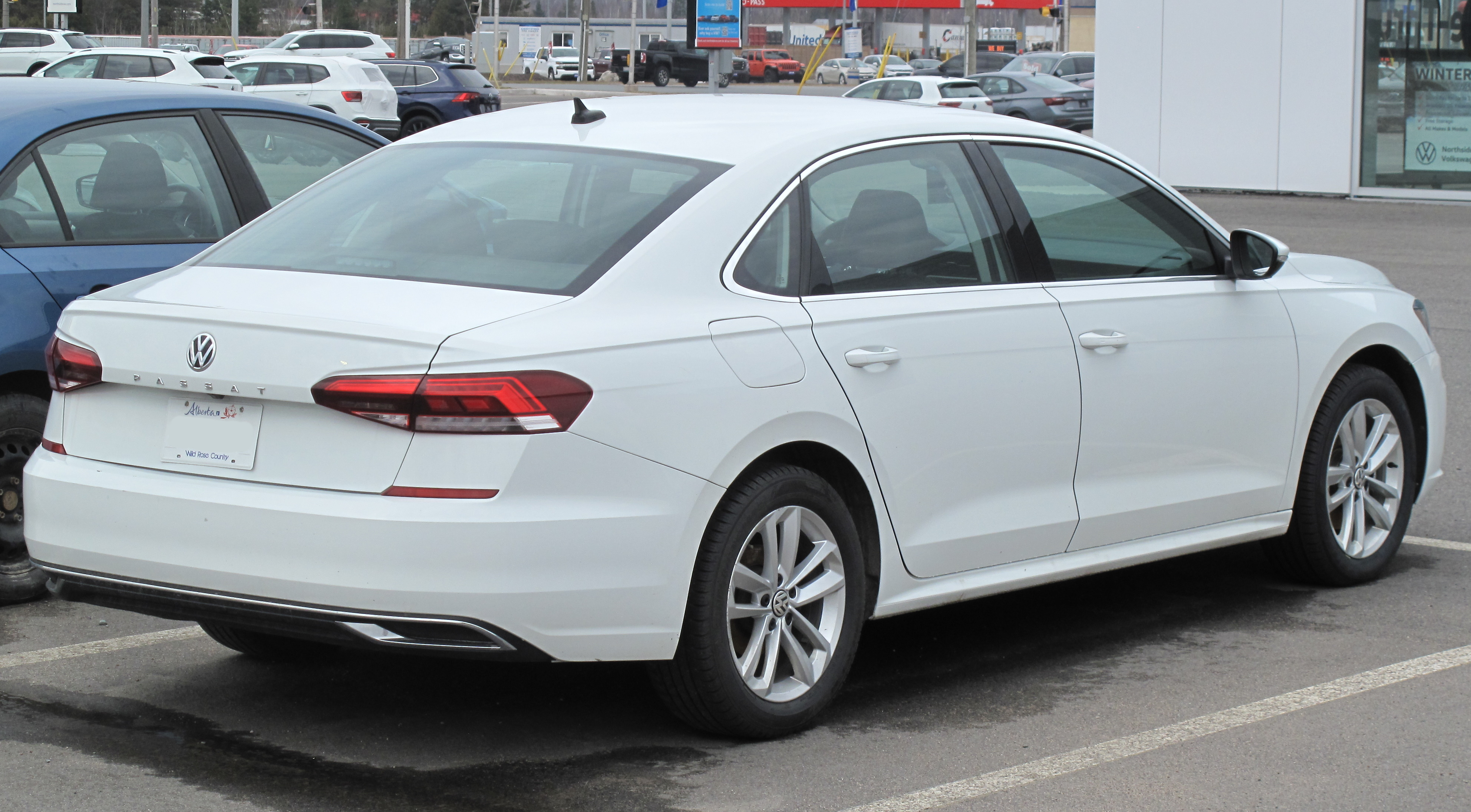
Volkswagen Passat NMS II (США)

В січні 2019 року на автосалоні в Детройті представили друге покоління Volkswagen Passat для американського ринку. Автомобіль збудовано на модернізованій платформі PQ46. Двигун лише один 2.0 TSI на 176 к.с. На стартовій версії Limited крутний момент буде 250 Нм, оскільки там буде стара версія двигуна, а на інших чотирьох комплектаціях він піднятий до 281 Нм за рахунок нової програми управління. Тяга йде на передні колеса через шестиступінчастий автомат Tiptronic, який отримав новий гідротрансформатор. Він і дозволив збільшити момент мотора.
Volkswagen Passat витрачає 10,2 літри на 100 км в місті та 6,0 літрів на 100 км на шосе. 
Стандартна версія Passat отримала необхідні функції безпеки: камеру заднього виду, автоматичне екстрене гальмування,  виявлення пішоходів, моніторинг сліпих зон, попередження про лобове зіткнення та перехресний рух ззаду.
За додаткову плату можна отримати допомогу в утриманні смуги руху, адаптивні фари, передні і задні парктроніки, систему паралельної парковки і адаптивний круїз-контроль .

### Китай

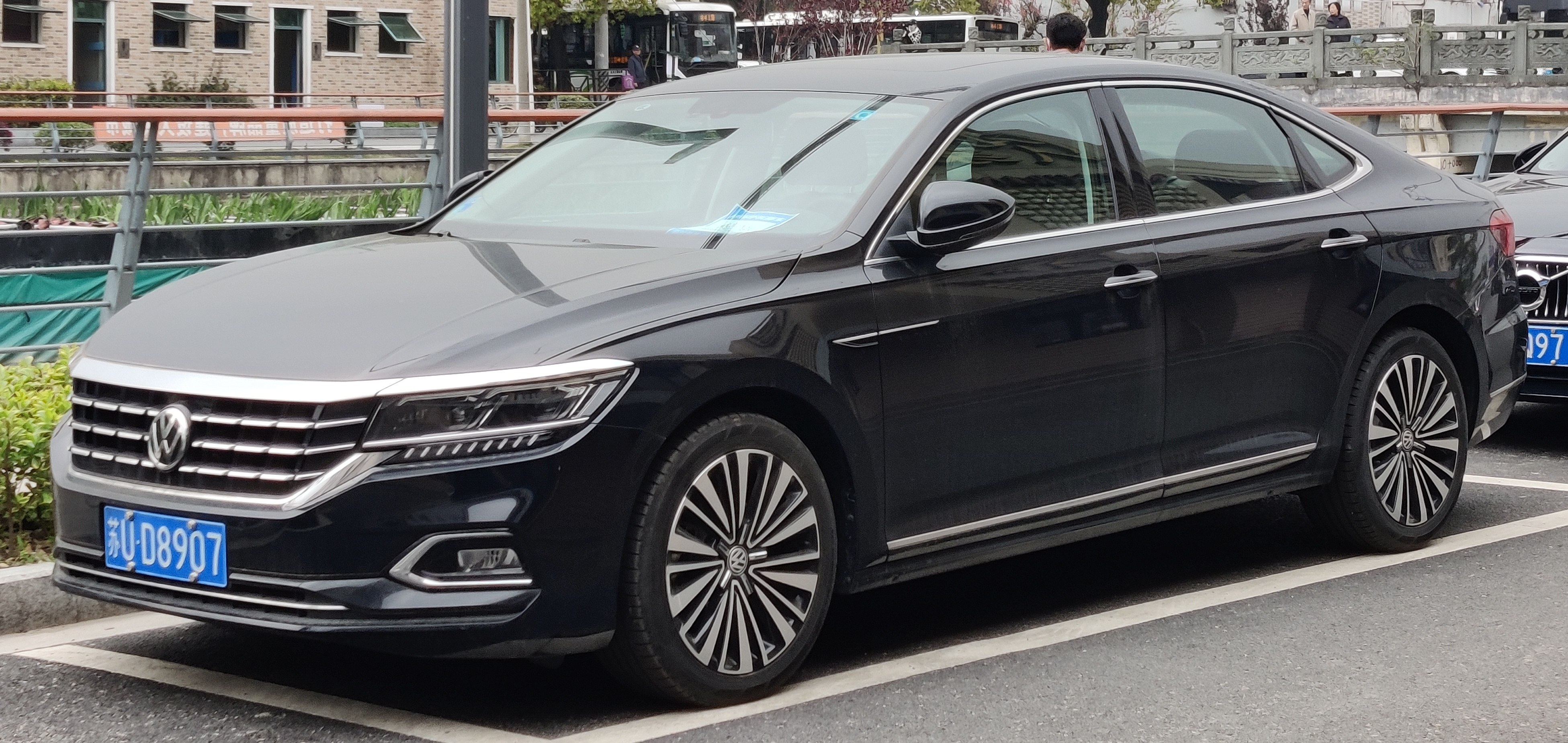
Volkswagen Passat NMS II (Китай, 2018-2021)

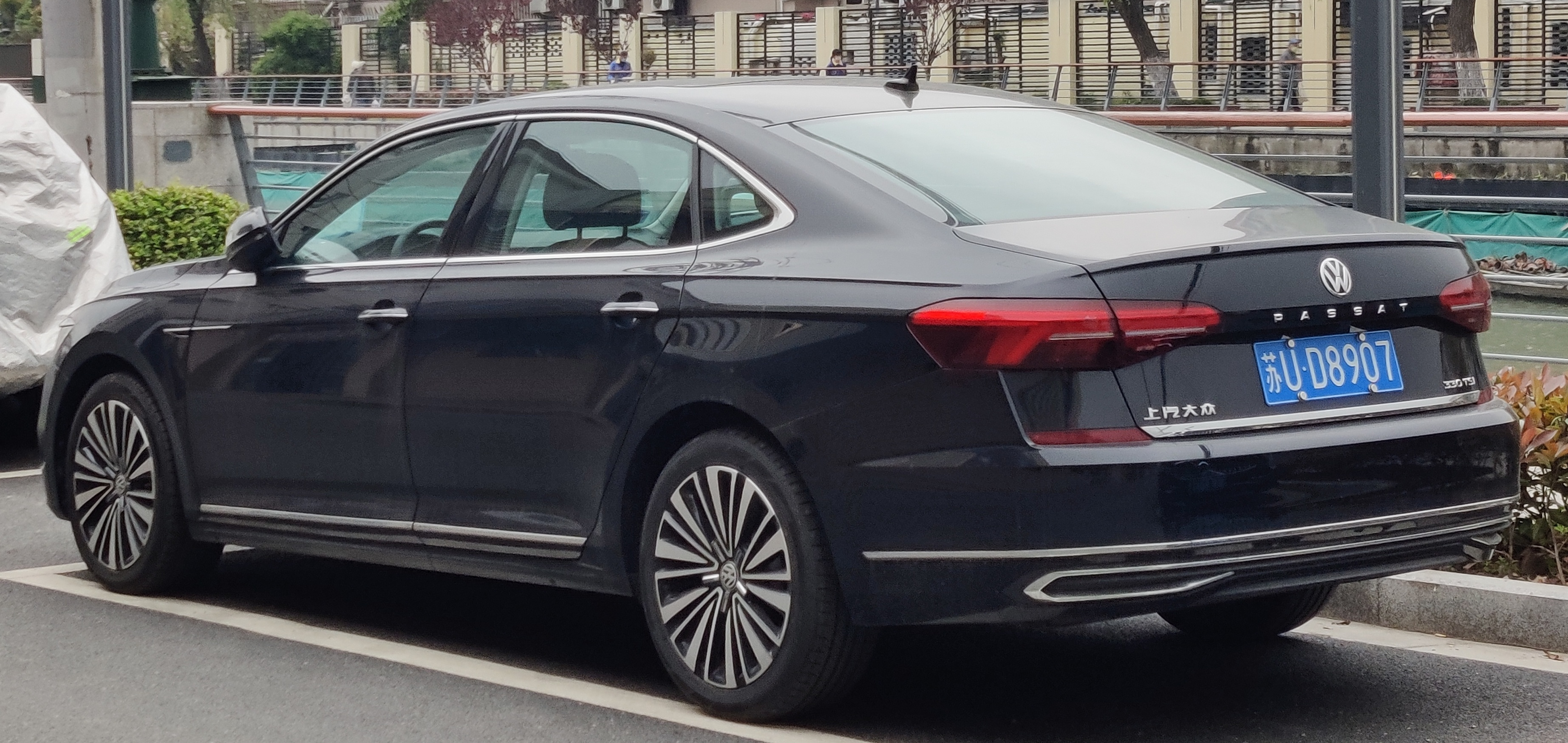
Volkswagen Passat NMS II (Китай)

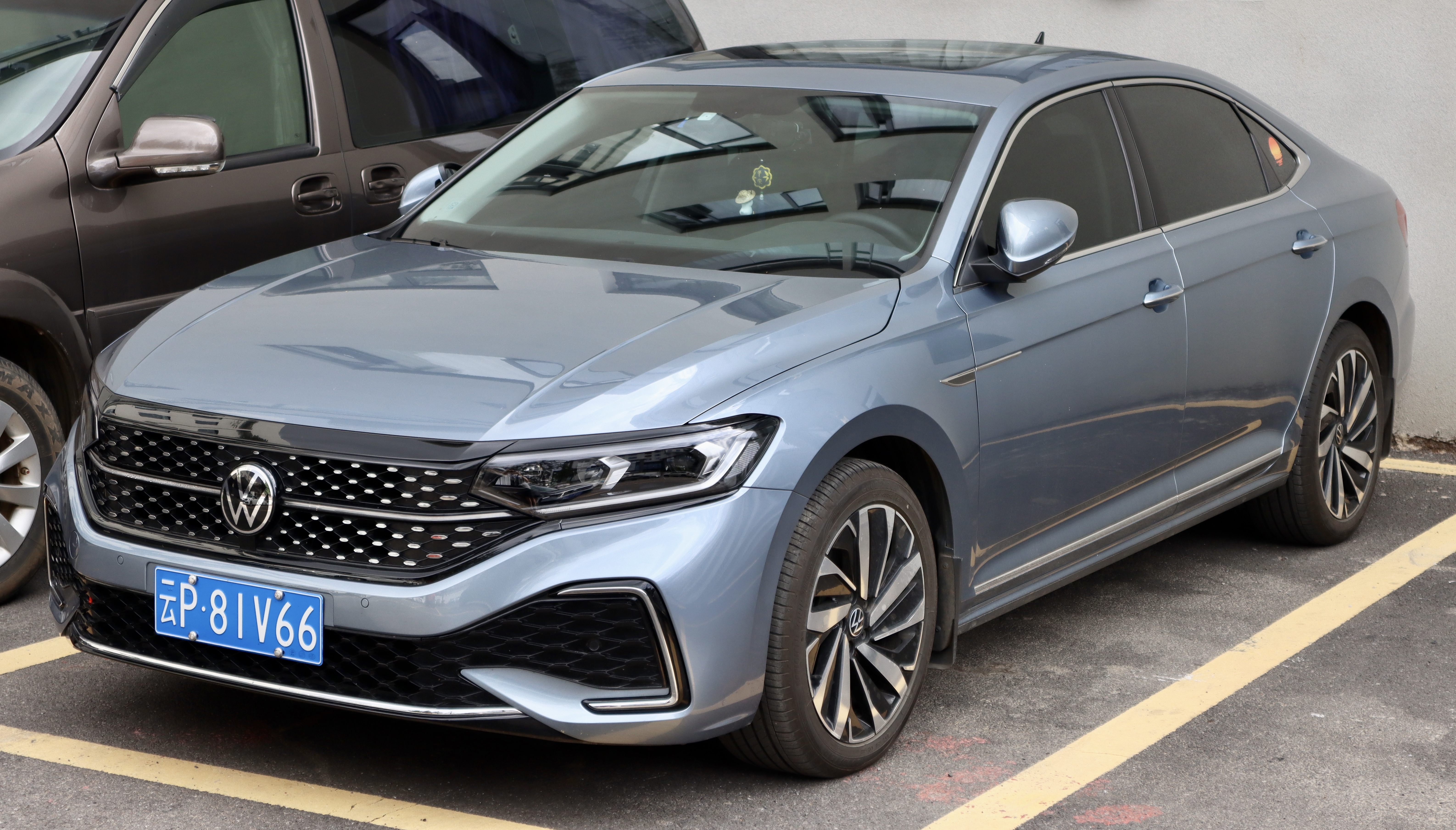
Volkswagen Passat NMS II (Китай, з 2021)

В серпні 2018 року дебютувало друге покоління Volkswagen Passat для китайського ринку. Розробкою автомобіля займалась  SAIC Volkswagen. Автомобіль збудовано на подовженій модульній платформі MQB. Крупнішим він став не тільки візуально, і за розмірами: так, його довжина виросла з 4,87 до 4,93 м, а колісна база збільшилася з 2,8 до 2,87 м.
Китайський седан отримав бензинові турбомотори 1.4 TSI (150 к.с.) і 2.0 TSI (186 або 220 к.с.) в комплекті з шестиступінчастою МКПП і семидіапазонним «роботом» DSG.
Уже в базі новий Фольксваген Пассат оснащується світлодіодними фарами, поворотниками у вигляді рядка, що біжить, 9,2-дюймовим тачскріном інформаційно-розважальної системи та вищезгаданої 10,25-дюймової цифровий панеллю приладів. За доплату будуть доступні матричні фари, функція масажу для передніх сидінь, камера огляду на 360 градусів, проєкційний екран, панорамний дах, електропривод дверки багажника.

### Двигуни
| Північна Америка | Північна Америка | Північна Америка             | Північна Америка           | Північна Америка |
| Модель           | Тип двигуна      | Потужність                   | Крутний момент             | 0–62 миль/год    |
| ---------------- | ---------------- | ---------------------------- | -------------------------- | ---------------- |
| 2.0 TSI          | 1984 см3 Р4      | 177 к.с. при 5000 об/хв      | 270 Нм при 4250 об/хв      |                  |
| Китай            |                  |                              |                            |                  |
| Модель           | Тип двигуна      | Потужність                   | Крутний момент             | 0–100 км/год     |
| 1.4 TSI          | 1395 см3 Р4      | 150 к.с. при 5000 об/хв      | 250 Нм при 1750-3000 об/хв | 9.3 с            |
| 2.0 TSI          | 1984 см3 Р4      | 186 к.с. при 4100–6000 об/хв | 320 Нм при 1500–4400 об/хв | 8.4 с            |
| 2.0 TSI          | 1984 см3 Р4      | 220 к.с. при 4500–6200 об/хв | 350 Нм при 1500–4400 об/хв | 7.4 с            |
| 1.4 PHEV         | 1395 см3 Р4      | 211 к.с. при 5500–6000 об/хв | 400 Нм при 1750–3000 об/хв | 7.7 с            |

## Продажі
| рік  | США     | Китай   |
| ---- | ------- | ------- |
| 2011 | 22,779  | 165,858 |
| 2012 | 117,023 | 233,321 |
| 2013 | 109,652 | 227,262 |
| 2014 | 96,649  | 218,344 |
| 2015 | 78,207  | 205,794 |
| 2016 | 73,002  | 188,214 |
| 2017 | 60,722  | 160,324 |
| 2018 | 41,401  | 179,028 |
| 2019 | 14,213  | 214,061 |
| 2020 | 22,964  | 145,805 |